# Mensa aziendale Olivetti
La mensa aziendale Olivetti è un edificio progettato dall'architetto Ignazio Gardella e situato nella parte retrostante del complesso industriale Olivetti ad Ivrea.
Anche l'edificio della mensa è compreso nel sito denominato Ivrea, città industriale del XX secolo che dal 2018 fa parte della lista del Patrimonio dell'umanità dell'UNESCO.

## Storia
In Olivetti l'istituzione di un servizio di mensa per i lavoratori risale al 1936, inizialmente il servizio ha sede nel piano interrato di un'ala della fabbrica e la distribuzione dei pasti avviene in modalità self service, molto innovativa per l'epoca e a fronte di un sistema di pagamento tramite buoni pasto.
Durante la seconda guerra mondiale la mensa venne aperta anche ai famigliari dei dipendenti, nel dopoguerra gli spazi divennero insufficienti a causa dell'aumento dei dipendenti. Negli anni Cinquanta iniziò la ricerca di una nuova sede e la scelta cadde su un'area verde situata ai piedi della collina retrostante gli stabilimenti.
La progettazione dell'edificio, affidata a Ignazio Gardella, iniziò nel 1953, il primo progetto è a pianta circolare e costituito da un cilindro nel cui piano seminterrato si trovano gli spazi dopo-mensa e la mensa nella parte superiore. Il cinema teatro è una struttura rettangolare orientata verso sud. In seguito il progetto cambia significativamente. e viene abbandonata la realizzazione del cinema teatro. 
La concessione edilizia è del 1955 mentre la realizzazione, effettuata in collaborazione con l'ingegnere e urbanista Roberto Guiducci venne completata nel 1961.

## Caratteristiche
L'edificio è strutturato su due piani interrati e due fuori terra e segue la conformazione del terreno, per la realizzazione non furono infatti effettuati interventi di sterro o riporto di terra, l'edificio prosegue, in modo geometrico, le forme della collina morenica retrostante. 
Un tunnel interrato collega l'edificio alle officine, la superficie utile è pari a 12.000 mq ed era destinata ad ospitare sia il servizio mensa sia degli spazi per il dopo-mensa aperti ai lavoratori e alle famiglie. Una balconata corre lungo tutto il perimetro della struttura con diversi punti di accesso al cortile e agli spazi verdi circostanti. 
Ampie vetrate protette dall'aggetto del piano superiore su cui si trova un terrazzo caratterizzano gli spazi interni.
Gardella nella progettazione finale usò come base la forma esagonale, ripresa poi da Figini e Pollini nel progetto del Centro dei Servizi Sociali, aggiungendo un'ala in direzione della collina con lo scopo di contenere uno sperone di roccia ed un gruppo di alberi già presenti. La forma esagonale è un riferimento all'uso di forme esagonali da parte di Frank Lloyd Wright nella Hanna House e nell'Auldbrass Plantation.
Nei pressi della mensa erano presenti servizi culturali e sociali, all'epoca dell'edificazione la durata della pausa pranzo era di due ore e, secondo la filosofia Olivetti, questo tempo era anche un'occasione di arricchimento culturale.